# 리투아니아 소비에트 사회주의 공화국의 국가
리투아니아 소비에트 사회주의 공화국 국가는 리투아니아가 소비에트 연방의 지배를 받았을 때 1950년부터 1988년까지 사용되었다. 안타나스 벤클로바가 작사, 발리스 드바리오나스와 요나스 슈베다스가 작곡했다.
1944년부터 1950년까지, 1988년부터 리투아니아가 독립할 때까지는 현재 사용되는 리투아니아의 국가를 사용했다.

## 가사

### 리투아니아어가사
| 리투아니아어 (로마자) | 리투아니아어 (키릴문자) | 한국어 번역본 |
| Tarybinę Lietuvą liaudis sukūrė, Už laisvę ir tiesą kovojus ilgai. Kur Vilnius, kur Nemunas, Baltijos jūra, Ten klesti mūs miestai, derlingi laukai. Priedainis: Tarybų Sąjungoj šlovingoj, Tarp lygių lygi ir laisva, Gyvuok per amžius, būk laiminga, Brangi Tarybų Lietuva! Į laisvę mums Leninas nušvietė kelią, Padėjo kovoj didi rusų tauta. Mus Stalinas veda į laimę ir galią, Tautų mūs draugystė kaip plienas tvirta. Priedainis Tėvynė galinga, nebijom pavojų, Tebūna padangė taiki ir tyra. Mes darbu sukursim didingą rytojų, Ir žemę nušvies komunizmo aušra. Priedainis | Тарі̨біне̇ Љетува̨ љаудіс сукӯре̇, Уж лајсве̨ ір тјеса̨ ковојус ілгај. Кур Вілњус, кур Немунас, Балтіјос јӯрас, Тен клесті мӯс мјестај, дерлінгі лаукај. Прједајніс: Тарі̨бу̨ Са̨јунгој шловінгој, Тарп лі̨гју̨ лі̨гі ір лајсва, Гі̨ву̊к пер амз́ус, бӯк лајмінга, Брангі Тарі̨бу̨ Љетува. І̨ лајсве̨ мумс Ленінас нушвјете̇ кеља̨, Паде̇јо ковој діді русу̨ таута. Мус Сталінас веда і̨ лајме ір гаља̨, Тауту̨ мӯс драугі̨сте̇ кајп пљенас твірта. Прједајніс Те̇ві̨не̇ галінга, небіјом павоју̨, Тебӯна паданге̇ тајкі ір ті̨ра. Мес дарбу сукурсім дідінга̨ рі̨тоју̨, Ір жеме̨ нушвјес комунізмо аушра. Прједајніс | 소비에트 리투아니아는 자유와 진리를 위해 오랜 세월동안 투쟁해 온 인민들로부터 창조되었도다 빌뉴스에서, 네만강에서, 발트해에서 우리의 도시들은, 비옥한 대지로 번창하리라 후렴: 영광스러운 소비에트 연방에서 평등, 평등하고 자유로운 것들 속에서 영원히 행복하게 살아라 그대 소비에트 리투아니아여! 레닌께서는 우리에게 자유로 향하는 길을 밝히셨고 위대한 러시아 인민들이 투쟁 속에서 도와주었도다 스탈린이 우리를 행복과 선(善)으로 이끌었으니 우리 인민들의 우애는 강철처럼 불변하리라 후렴 우리의 조국은 강하니, 우리는 그 어떠한 위험도 느끼지 못하도다 하늘을 평화롭고 맑게 하라 노동으로 우리는 위대한 내일을 창조하리라 그리고 공산주의의 여명이 전 세계를 빛내리라 후렴 |